# Еврімедонт (міфологія)
Еврімедо́нт (грец. Eurymedon; род відм. Eurymedontos) — 1) цар гігантів, якого боги знищили разом із його народом; 2) візник Агамемнона, якого разом з господарем убили Егіст і Клітемнестра.